# 粉蒸肉

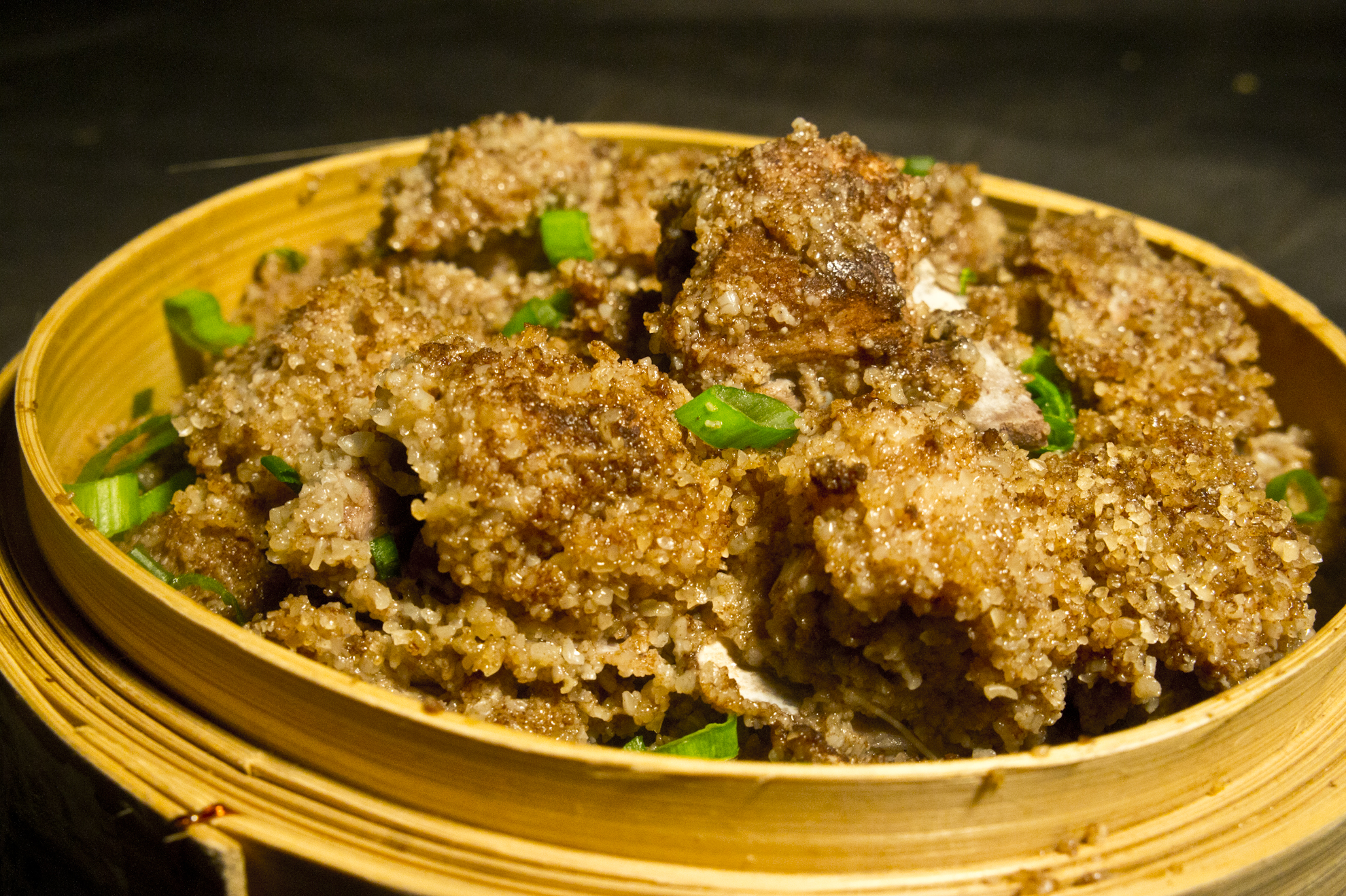
粉蒸肉の例（湖北料理）

粉蒸肉（フェンヂョンロウ）は中華料理の1つ。中華人民共和国全土で食されているポピュラーな料理であり、日本では「豚バラ肉の米粉蒸し」と説明される。
「粉蒸」は、米粉を加えて蒸した調理法を指す。通常、長時間食材を蒸すと蒸し汁が増えて食材の旨みが薄まるが、米粉が水分を吸うため、食材から出た旨みと調味料の味を蒸し汁として流出させず、それらが融合した濃厚な味わいを食材に絡ませることができる。
清の詩人・袁枚の著作『随園食単』（1792年刊行）には現在の粉蒸肉のレシピに近いレシピが書かれており、この頃には粉蒸肉が作られていたことがわかる。『随園食単』では豚肉は赤身と脂身が半々の部位を使い、白菜を下敷にして蒸すとしている。また、『随園食単』では江西料理と記されている。
豚肉以外で作られることもあり、『中国名菜譜 西方編』には豚肉のほかに牛肉、魚の粉蒸や、米粉でまぶした材料をハスの葉で巻いて蒸したレシピが書かれている。
粉蒸羊肉
中国東北部では、羊肉と水で戻した乾燥野菜を用いるようアレンジされた粉蒸羊肉（フェンジャンヤンロウ）が食されている。
粉蒸牛肉
粉蒸牛肉（フェンジョンニウロウ）。四川料理であり、牛肉を用いる。